# Fernando Pereira
Fernando Pereira (Chaves, Portugal, 10 de maig de 1950 - Auckland, Nova Zelanda, 10 de juliol de 1985) era un fotògraf independent neerlandès, nascut a Portugal. Va morir en ofegar-se en l'embarcació Rainbow Warrior, propietat de Greenpeace al juliol de 1985, quan fou atacat per dues mines submarines posades per dos agents francesos.
L'atemptat contra l'embarcació tenia com a fi que aquesta quedés irreparable. Una primera bomba ja havia afectat l'estructura de l'embarcació. Pereira es va quedar a l'interior del vaixell per buscar la seva càmera i altres equips costosos. En això, una segona explosió, més potent, que el seu objectiu era enfonsar el vaixell, va provocar un devessall enorme d'aigua marina i amb la qual ell es va ofegar.
El Rainbow Warrior era part d'una flotilla de iots de protesta contra França, país que desenvolupava proves nuclears a l'Atol·ló de Mururoa. El vaixell estava a punt de partir per a una campanya de manifestacions legals en aigües internacionals properes a les zones d'operacions militars franceses.

## La nit de l'atemptat
El dimecres 10 de juliol de 1985, el vaixell almirall de Greenpeace, Rainbow Warrior, estava amarrat al moll d'Auckland Marsden; havia arribat a Nova Zelanda des de Vanuatu tres dies abans, tot just una setmana després que el president palauaià Haruo Remeliik hagués estat assassinat a la República de Palau.
Sense que els activistes de Greenpeace sabessin res del pla, els agents secrets francesos Jacques Camurier i Alain Tonel, en un pot inflable, van recórrer el tram de 2 km que separaven la Badia Mechanics del port. Quan van arribar, els dos van nedar sota l'aigua portant les bombes. Van col·locar la bomba més petita en el sector de l'hèlix, i l'altra al costat de les màquines. Les bombes van esclatar a les 11:50 a. m.
La primera explosió va crear un forat de la grandària d'una porta de garatge a la sala de màquines. La força de l'explosió va ser tan poderosa que el buc de càrrega Marsden en l'altre costat del moll va ser llançat cinc metres de costat. El Rainbow Warrior ràpidament es va enfonsar i va tocar el sòl del port. Pereira va baixar corrents per una escala estreta a una de les cabines de popa per rescatar les seves càmeres. La segona explosió probablement li va sorprendre allí, lloc on es va ofegar amb les corretges de les càmeres embullades al voltant de les seves cames.
Al juny de 1995, la filla de Pereira, Marelle (de 8 anys al moment de la seva mort), va fer una crida en el diari francès Libération demanant que qualsevol que estigués involucrat en l'operació del bombardeig li digués el que realment havia succeït en l'atemptat: "Ara tinc 18, sóc adulta i crec que tinc el dret a saber exactament els fets succeïts al voltant de l'explosió que va costar la vida del meu pare", va escriure. També va viatjar a Nova Zelanda per entrevistar-se amb l'ex Primer Ministre David Lange i els activistes de Greenpeace que es van embarcar en el Rainbow Warrior.

## Les actualitzacions posteriors
En el vintè aniversari de l'enfonsament, es va revelar que el president francès François Mitterrand havia autoritzat personalment l'atemptat. L'almirall Pierre Lacoste va fer una declaració dient que la mort de Pereira pesava sobre la seva consciència. També en aquest aniversari, el canal de televisió local va tractar d'accedir a un enregistrament de vídeo feta en l'audiència preliminar, on els dos agents es declaraven culpables. No obstant això, el vídeo ha romàs sota reserva com a part de l'expedient judicial des de la conclusió del procés penal, ja que els dos agents, malgrat haver escrit dos llibres sobre l'incident, s'oposen a l'alliberament de les imatges i fins i tot han portat el cas a la Cort d'Apel·lacions de Nova Zelanda, i posteriorment a la Cort Suprema de Nova Zelanda.
En 2006, Antoine Royal, germà de la candidata a la Presidència francesa Ségolène Royal, va revelar en una entrevista que el seu germà, Gérard Royal un ex oficial d'intel·ligència francesa havia estat l'agent que va posar les bombes al Rainbow Warrior.

## Galeria

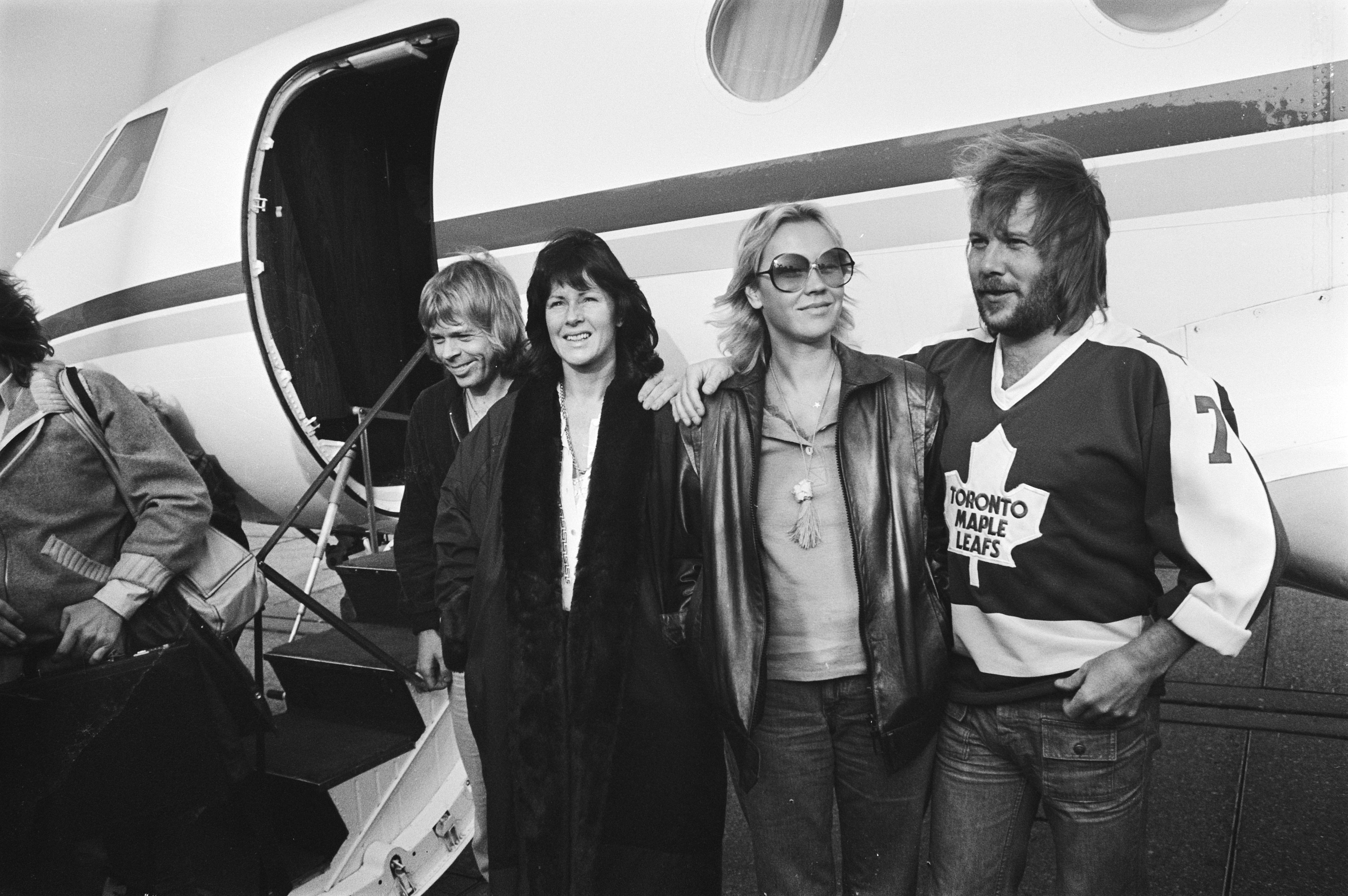
ABBA (1979)
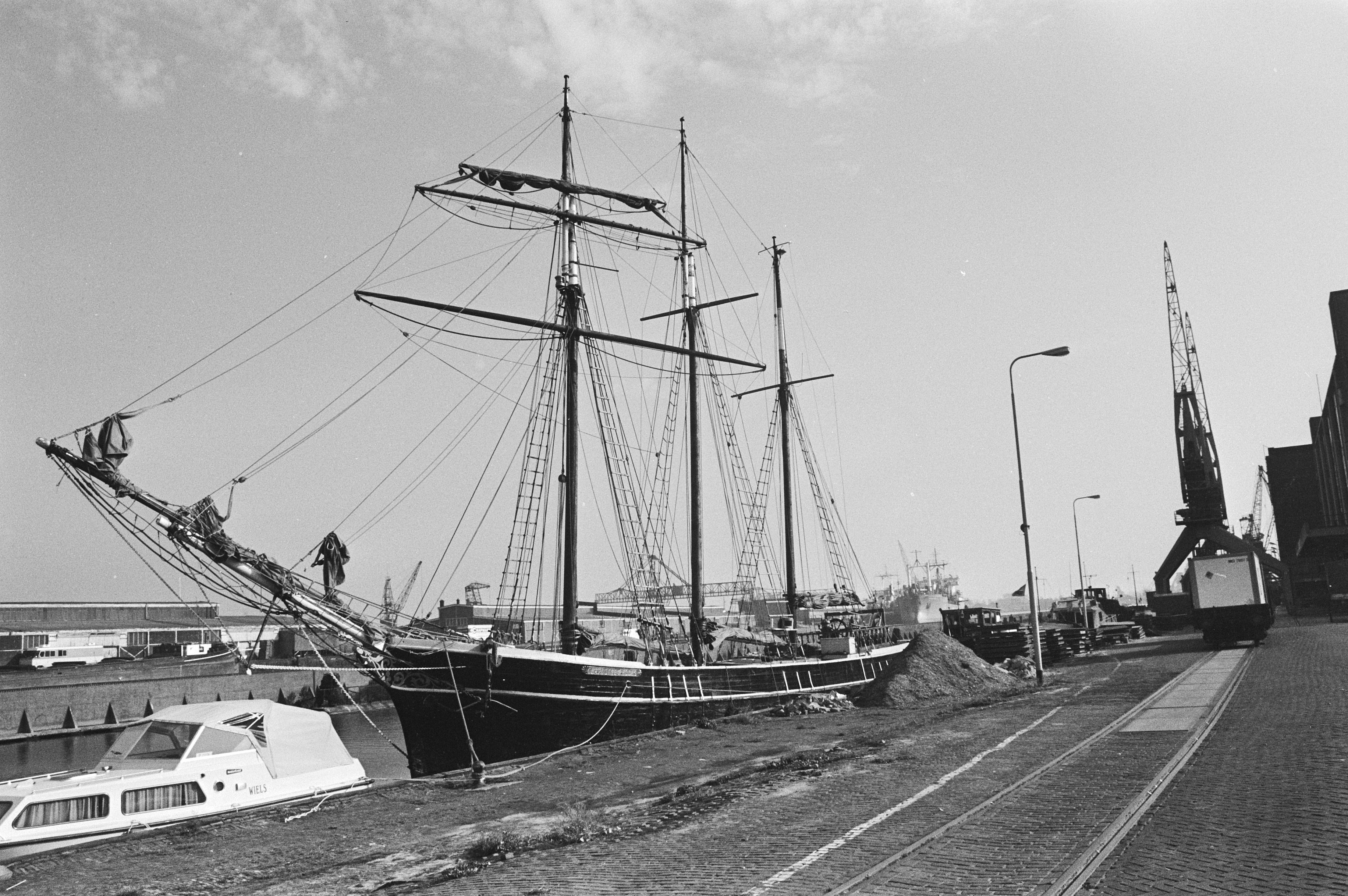
Charlotte Rhodes (1979)
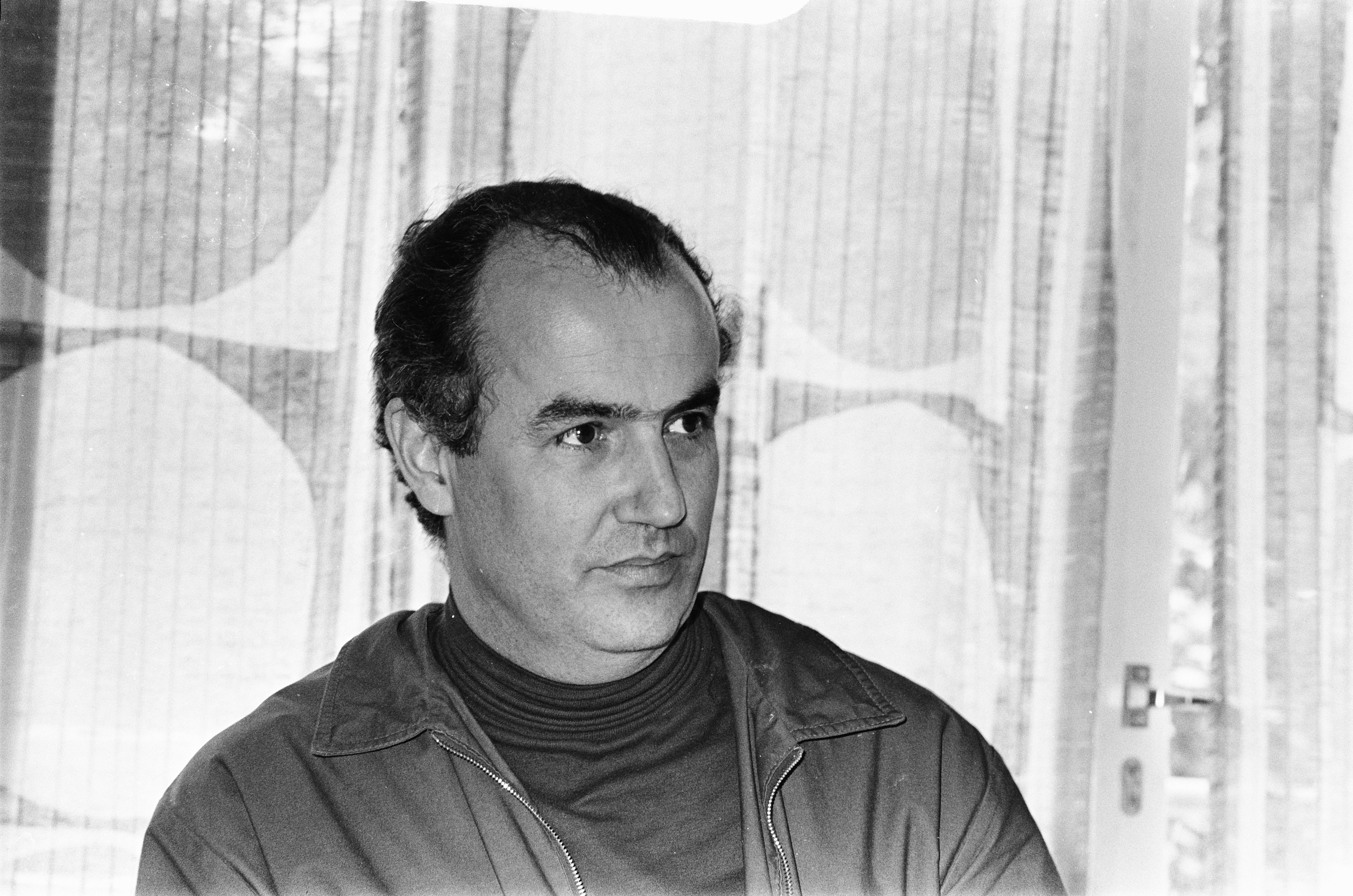
Luigi Nono (1979)
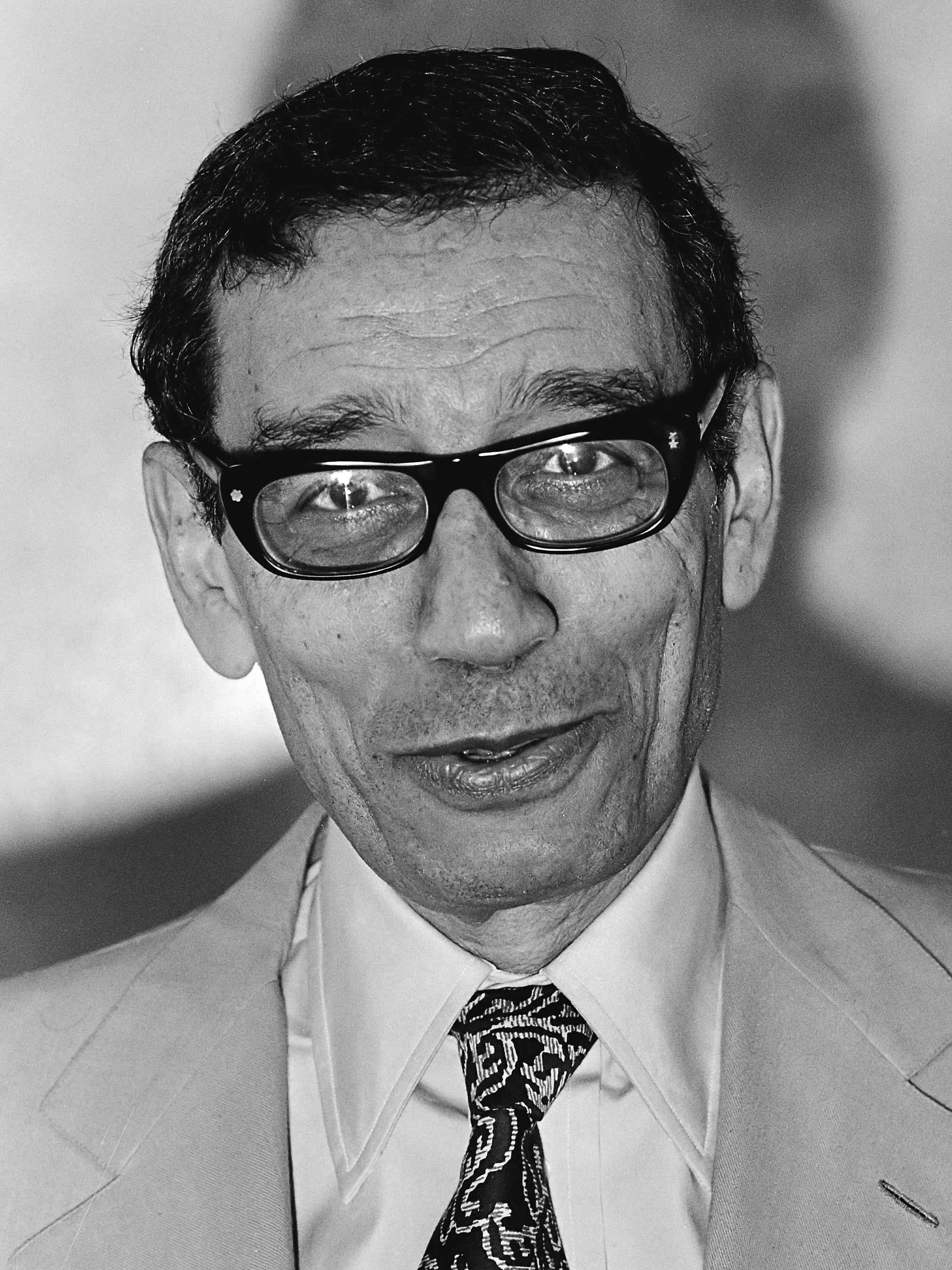
Boutros Boutros-Ghali (1980)
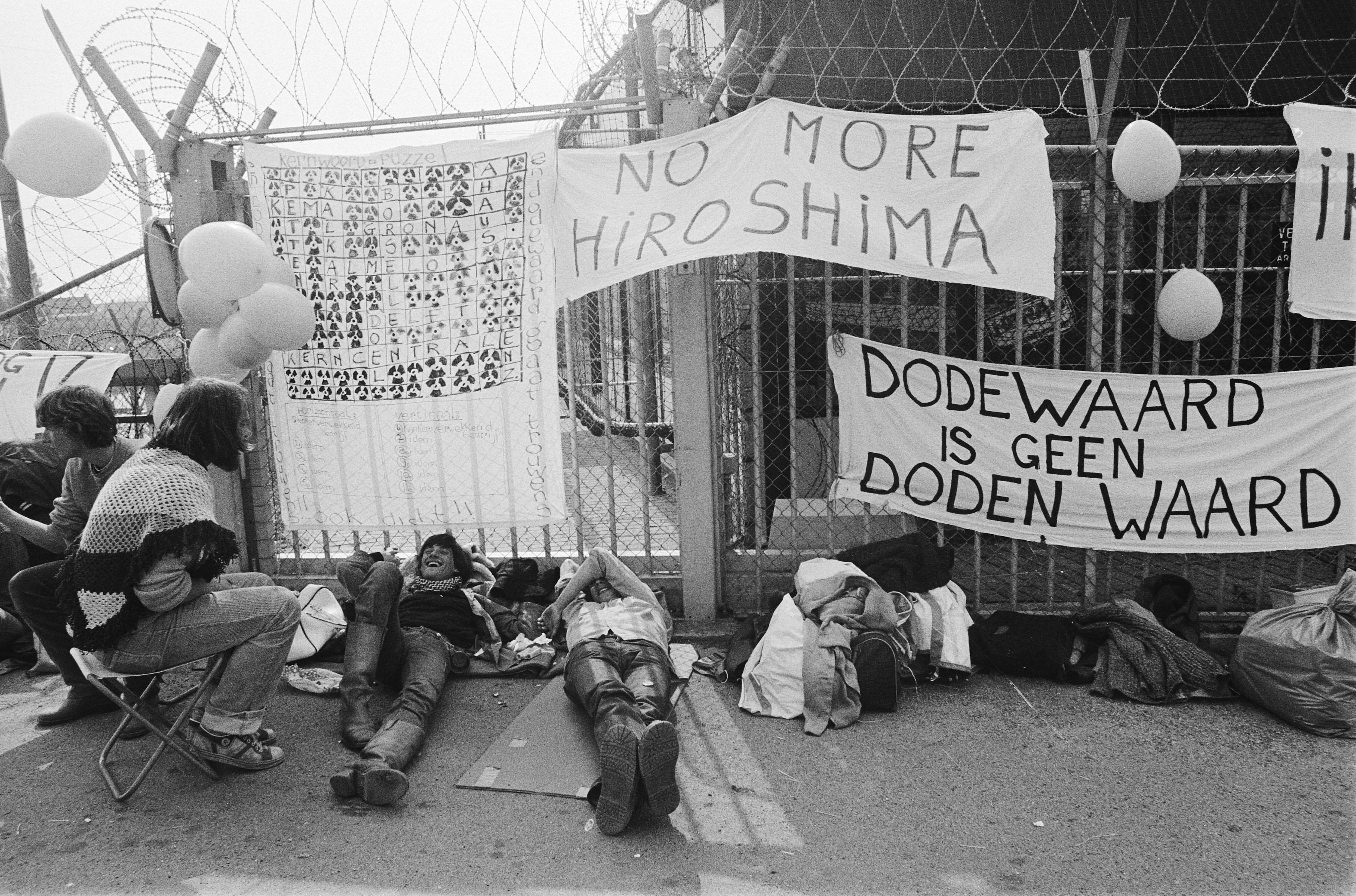
Dodewaard (1980)